# River East
Circonscription électorale provinciale du Canada
River East est une ancienne circonscription électorale provinciale du Manitoba (Canada). Cette circonscription du nord-est de Winnipeg a été représentée à l'Assemblée législative de 1981 à 2019.
Les circonscriptions limitrophes étaient Rossmere au sud, Springfield au nord et est et la rivière Rouge à l'ouest. 

## Liste des députés
| River East | River East        | River East                | River East  | River East  | River East |
| Nom        | Nom               | Parti                     | Mandat      | Législature |            |
| ---------- | ----------------- | ------------------------- | ----------- | ----------- | ---------- |
|            | Phil Eyler        | Néo-démocrate             | 1981 - 1986 | 32e         |            |
|            | Bonnie Mitchelson | Progressiste-conservateur | 1986 - 1988 | 33e         |            |
|            | Bonnie Mitchelson | Progressiste-conservateur | 1988 - 1990 | 34e         |            |
|            | Bonnie Mitchelson | Progressiste-conservateur | 1990 - 1995 | 35e         |            |
|            | Bonnie Mitchelson | Progressiste-conservateur | 1995 - 1999 | 36e         |            |
|            | Bonnie Mitchelson | Progressiste-conservateur | 1999 - 2003 | 37e         |            |
|            | Bonnie Mitchelson | Progressiste-conservateur | 2003 - 2007 | 38e         |            |
|            | Bonnie Mitchelson | Progressiste-conservateur | 2007 - 2011 | 39e         |            |
|            | Bonnie Mitchelson | Progressiste-conservateur | 2011 - 2016 | 40e         |            |
|            | Cathy Cox         | Progressiste-conservateur | 2016 - 2019 | 41e         |            |